# 漢康陵
汉康陵是中国汉平帝刘衎及其皇后王氏同茔异穴的合葬陵园，位于陕西省咸阳市周陵乡大寨村。陵园平面为方形，边长420米。陵墓为覆斗形，底东西长216米，南北宽209米，顶部边长60米，高26.6米。为二层台，东西台宽6米，长93米，南北台宽11.5米，长90米。其东南570米为皇后王氏陵。